# موريس غارين
موريس غارين (بالفرنسية: Maurice Garin)‏ مواليد 03 مارس 1871 في فالي دا أوستا، مملكة إيطاليا - الوفاة 19 فبراير 1957 في فرنسا، كان دراج فرنسي في صنف سباق الدراجات على الطريق وعلى المضمار.

## سباقات أو مراحل فاز بها
- طواف فرنسا

## روابط خارجية
- موريس غارين على موقع أرشيف الدراجات (الإنجليزية)
- موريس غارين على موقع إحصائيات الدراجات الإحترافية (الإنجليزية)
- موريس غارين على موقع CycleBase (الإنجليزية)